# Julian Alfred
Julian Alfred FSC, Vilfrido Fernández Zapico (ur. 29 grudnia 1902 w El Pedregal w prowincji León, zm. 9 października 1934 w Turón; Asturia) – święty Kościoła katolickiego, hiszpański zakonnik, ofiara prześladowań religijnych poprzedzających wybuch hiszpańskiej wojny domowej.
Mając 17 lat wstąpił do nowicjatu Zakonu Braci Mniejszych. Naukę przerwała choroba, która zmusiła go do powrotu do domu. Po wyzdrowieniu przystał do zakonu lasalianów i przyjął imiona zakonne Julian Alfred. W wieku 30 lat złożył śluby wieczyste i podjął pracę w kolegium Zgromadzenia Braci Szkół Chrześcijańskich pod wezwaniem Matki Bożej z Covadonga w Turónie.
5 października 1934 roku razem z grupą ośmiu towarzyszy został uwięziony. Przetrzymywani w „domu ludowym” zostali wkrótce rozstrzelani na podstawie wyroku wydanego przez komitet rewolucyjny.
Br. Julian Alfred beatyfikowany został przez papieża Jana Pawła II 29 kwietnia 1990 r., a kanonizacja odbyła się 21 listopada 1999 r. w  bazylice św. Piotra na Watykanie.
Dniem, w którym wspominany jest w Kościele katolickim jest dzienna rocznica śmierci, 9 października.